# Contea di Jack
La contea di Jack in inglese Jack County è una contea dello Stato del Texas, negli Stati Uniti. La popolazione al censimento del 2010 era di 9 044 abitanti. Il capoluogo di contea è Jacksboro. La contea è stata creata nel 1856 dalla Contea di Cooke ed organizzata l'anno successivo. Il suo nome deriva dai fratelli Patrick Churchill Jack e William Houston Jack, coloni e veterani della Rivoluzione texana.
Il repubblicano Drew Springer, Jr., un uomo d'affari di Muenster (Contea di Cooke), rappresenta dal gennaio 2013 Jack County nella Camera dei Rappresentanti del Texas.

## Geografia fisica
| Anno | Popolazione | ±%     |
| ---- | ----------- | ------ |
| 1860 | 1,000       |        |
| 1870 | 694         | −30.6% |
| 1880 | 6,626       | 854.8% |
| 1890 | 9,740       | 47.0%  |
| 1900 | 10,224      | 5.0%   |
| 1910 | 11,817      | 15.6%  |
| 1920 | 9,863       | −16.5% |
| 1930 | 9,046       | −8.3%  |
| 1940 | 10,206      | 12.8%  |
| 1950 | 7,755       | −24.0% |
| 1960 | 7,418       | −4.3%  |
| 1970 | 6,711       | −9.5%  |
| 1980 | 7,408       | 10.4%  |
| 1990 | 6,981       | −5.8%  |
| 2000 | 8,763       | 25.5%  |
| 2010 |             |        |

Secondo l'Ufficio del censimento degli Stati Uniti d'America la contea ha un'area totale di 920 miglia quadrate (2400 km²), di cui 911 miglia quadrate (2375 km²) sono terra, mentre 9,5 miglia quadrate (25 km², corrispondenti all'1,0% del territorio) sono costituiti dall'acqua.

### Strade principali
- U.S. Highway 281
- U.S. Highway 380
- State Highway 59
- State Highway 114
- State Highway 148
- State Highway 199

### Contee adiacenti
- Clay County (nord)
- Montague County (nord-est)
- Wise County (est)
- Parker County (sud-est)
- Palo Pinto County (sud)
- Young County (ovest)
- Archer County (nord-ovest)

## Geografia antropica

### Suddivisioni amministrative

#### Città
- Bryson
- Jacksboro

#### Census-designates place
- Perrin

#### Aree non incorporate
- Antelope
- Cundiff
- Gibtown
- Jermyn
- Joplin

## Economia
Nel 2014 è iniziata la costruzione del parco eolico 110 MW Keechi, finanziata dalla Microsoft.